# Zuzana Kapráliková
Zuzana Kapráliková (* 5. září 1973) je slovenská herečka.
Začínala v dětské rozhlasové dramatické družině. Vystudovala hudebně-dramatický obor na bratislavské Konzervatoři a nyní zde učí hereckou tvorbu. Hrála na bratislavské Nové scéně. V současnosti se věnuje dabingu a úpravě dialogů, externě píše do časopisu Dámská jízda.

## Rodina
Je dcerou herce Dušana Kaprálika a Heleny Kaprálikové, rozené Romančíkové. Její děd byl herec Elo Romančík. Jejím bratrem je herec Martin Kaprálik.

## Filmografie
- 1995: Hazard (Jana)
- 1995: Zlatý kolovrátok (TV film)
- 1996: Jaškov sen (Etelka)